# Lispe dichaeta
Lispe dichaeta är en tvåvingeart som beskrevs av Stein 1913. Lispe dichaeta ingår i släktet Lispe och familjen husflugor. Inga underarter finns listade i Catalogue of Life.